# Jin Shuren
Jin Shuren (金樹仁, 1879-1941) est le gouverneur de la province chinoise du Xinjiang du 7 juillet 1928 à avril 1933 succédant à Yang Zengxin après son assassinat. Son contrôle sur la région se caractérise par la corruption et la répression. Les conflits ethniques et confessionnels s'intensifient et de nombreuses émeutes éclatent contre le régime, ce qui mènera finalement à sa perte.
Il confisque les terres des Chinois d'ethnie turque en promettant de les redistribuer aux Chinois Han mais les donne en réalité à ses associés personnels. Les Chinois Han, bien que n'ayant pas reçu de terres, sont victimes d'attaques et de représailles. Jin favorise également ses associés Han sur les Turcs et les Ouïghours, ce qui provoque des conflits ethniques entre les Ouïghours et les Chinois.
En avril 1933, les troupes de Jin composées de Russes blancs se révoltent contre lui et il fuit en URSS, abandonnant le Xinjiang. Il est remplacé par Sheng Shicai. Il signe un traité illégal avec l'Union soviétique pour le fournir en armes. Lorsque le Kuomintang a connaissance de ce traité, il ordonne au général Ma Zhongying, et à sa 36e division (en), de renverser Jin Shuren lors de la Rébellion Kumul. Celui-ci est vaincu lors de la bataille d'Ürümqi (1933) (en) par les troupes de Russes blancs du colonel Pappengut. À son retour en Chine en octobre 1933, il est arrêté par le Kuomintang et est jugé en mars 1935. Il est condamné à une peine de prison de trois ans et demi mais le gouvernement nationaliste le gracie le 10 octobre et Jin est libéré de prison le lendemain,.